# 大自然の魔獣バギ
『大自然の魔獣バギ』（だいしぜんのまじゅうバギ）は、1984年8月19日に日本テレビ系列で放送の『24時間テレビ 愛は地球を救う7』内で放送されたテレビアニメ。日本テレビと手塚プロダクションの共同製作。

## 概要
遺伝子組み換えという21世紀の社会が抱えることになった問題の一つを既にこの頃取り上げていた、手塚治虫の先見の明が光る作品である。
遺伝子操作で生まれた魔獣バギを主人公リョウが退治に向かう現代パートは、映画『真昼の決闘』のようにアニメ内時間と実際の（初回）放送時間がほぼシンクロしている。11時40分に現れる魔獣を待ち伏せる1時間半の間に、主人公の語りの形で過去の経緯が次々とインサートされる、という造りの作品である。
この作品にかけた手塚治虫の意欲は強く、製作作業は放送開始時間ギリギリまで続けられた。結果、ラッシュフィルム同然の不完全な状態でテレビ放送されたが、後に手直しが加えられた完全版が作られている。
原作は『大地の顔役バギ』だが、『バギ』という名前だけが共通しており、原作のバギは雄のジャガーであるなどかなり異なった内容となっている。

## ストーリー
日本を遠く離れたモニカ共和国。そこに、1人の日本人ガンマン・リョウがいた。「悪魔の乗り移った獣」と人々が恐れる魔獣退治のため、バギが現れる場所を知るという少年チコを案内人として、その場所に向かった。チコにバギのことを問われたリョウは、バギとの経緯を語るのであった。
新聞記者の父と遺伝子工学者の母との間に生まれた石神良介（リョウ）は、両親ともに仕事で不在であることが多く独りぼっちであった。寂しさを紛らわすために暴走族の仲間に入りバイクを走らせていたある日、ジャガーの様な姿をした女性と出会う。彼女は、リョウがかつて育てた子猫のバギだと名乗る。リョウは半信半疑ながらも、バギの出生の秘密を知るため、母親の職場であり、父が子猫だったバギを拾った場所でもある「超生命センター」に忍び込む。2人は超生命センターの所長に会い、バギの正体が人間の遺伝子を組み込まれたアメリカライオンで、リョウの母親によって生み出されたが9年前の地震の際に逃亡した実験動物の1匹であることを知る。所長はバギを殺そうとするが、バギは催眠術によって所長を操り、リョウの母親がいるモニカ共和国・クカラチア研究所に2人を送り届けるよう手筈を整えさせる。
数々のトラブルを乗り越え、バギとリョウはクカラチア研究所にたどり着く。リョウは母親と再会したが、バギの今後や母親の研究についての意見の相違から軟禁され、バギは強力接着剤で拘束される。リョウの母親は、高収穫の米を作るために遺伝子組み換え実験を行っていたが、できたものは強力な毒性がある米であった。毒性米を失敗品として処分しようとするが、共和国大統領は毒性米を反政府勢力に食べさせるために量産しようとする。これを拒否したリョウの母親は大統領に殺される可能性を感じたが、偶然現われたバギにボール状に固めた毒性米を持たせ、誰にも渡さないよう命じて逃がした。その少し前、見張り役のセメン・ボンドを振り切ってバギを解放したリョウは、知性や会話能力が衰え始めたバギと別行動を取っていたが、やがて母親の遺体を発見し、犯人がバギだと勘違いしてしまう。リョウは仇を討つと誓ってセメン・ボンドに弟子入りする。5年後、腕前を磨いたリョウのもとに、バギを仕留めてもらいたいという政府からの依頼が舞い込んだ。バギは父の仇だから自分で仕留めるために居場所は教えないというチコとの勝負に勝ったリョウは、チコの協力を取り付ける。
リョウとチコは、自分の村にバギが現われたという怪我人の女性の証言により移動するが、そこで4頭のアメリカライオンを退治し、これまで人や村を襲い、チコの父親を殺したのもバギではなかったことを知る。最初の場所に戻った2人の背後から軍が現われ、リョウは自分たちが道案内に使われたことに気づく。軍は本物のバギが持っているであろう毒性米を手に入れようとするが、バギの催眠術により兵たちは同士討ちをし、政府の役人が乗ったヘリはバギに破壊される。ようやくバギと対峙したリョウは急に動きを止めたバギを仕留めたが、バギが首につけていた母のペンダントの中に隠されていた母の手紙から真相を知り号泣する。翌日、布をかぶせておいたバギの遺体は消え、自力で歩いた足跡もあったことから死んでいなかったことが示唆され、リョウは胸を撫で下ろした。

## キャスト
- バギ - 島津冴子
- 石神良介（リョウ） - 井上和彦
- 石神良介（少年時代） - 安田あきえ
- チコ - 鈴木一輝
- 石神荘介（リョウの父） - 嶋俊介
- セメン・ボンド - 森功至
- サドー大佐 - 池田勝
- 石神ヨウコ（リョウの母） - 池田昌子
- クカラチア共和国大統領 - 藤本譲
- 店長 - キートン山田
- 叔母さん - 片岡富枝
- 超生命センター所長 - 富田耕生
- 村の女 - 榊原良子
- 暴走族 - 若本紀昭、郷里大輔、鈴木清信、千葉繁、滝沢博子
- ドライバー - 島香裕
- 役人 - 神山卓三、徳丸完、緒方賢一

## スタッフ
- 原案、構成、演出、キャラクターデザイン、作画監督、原画、動画、色指定 - 手塚治虫
- 企画 - 都築忠彦(NTV)
- プロデューサー - 堀越徹(NTV)、松谷孝征
- 音楽 - 羽田健太郎
- 音楽ディレクター - 鈴木清司
- 効果 - 倉橋静男
- 製作 - 日本テレビ、手塚プロダクション